# Eusebius Amort
Eusebius Amort (Bibermühle, perto de Bad Tölz, 15 de novembro de 1692 — Polling, Alta Baviera, 5 de fevereiro de 1775) foi um teólogo católico alemão.

## Biografia
Amort estudou em Munique, e e quando jovem ingressou na Ordem dos Cônegos Regrantes de Santo Agostinho em Polling, onde, logo após sua ordenação em 1717, ensinou Teologia e Filosofia. Em 1733 foi para Roma como teólogo do cardeal Niccolò Maria Lercari (morto em 1757).
Retornou para Polling em 1735 e dedicou o resto de sua vida ao renascimento do ensino na Baviera. Morreu em Polling em 1775.

## Obras
Amort, que tinha a reputação de ser o homem mais erudito de sua época, foi um escritor prolífico sobre todos os assuntos concebíveis, desde poesia até astronomia, de teologia dogmática até misticismo. Suas obras mais conhecidas são:
- Um manual de teologia em 4 volumes, Theologia eclectica, moralis et scholastica (Augsburg, 1752; revisada pelo Papa Bento XIV para a edição de 1753 publicada em Bolonha);
- Uma defesa da doutrina católica, intitulada Demonstratio critica religionis Catholicae (Augsburg, 1751);
- Uma obra sobre indulgências, que tem sido muitas vezes criticada pelos escritores protestantes, De Origine, Progressu, Valore, et Fructu Indulgentiorum (Augsburg, 1735);
- Um tratado sobre misticismo, De Revelationibus et Visionibus, etc. (2 volumes, 1744);
- A obra de astronomia Nova philosophiae planetarum et artis criticae systemata (Nuremberg, 1723).

A lista de suas outras obras, incluindo suas três contribuições eruditas sobre a questão da autoria do Imitatio Christi, pode ser encontrada no artigo acadêmico de C. Toussaint no Dictionnaire de theologie (1900, cols 1115-1117) de Alfred Vacant.